# Michael Cooper
Michael Jerome Cooper (Los Angeles, 15 aprile 1956) è un ex cestista e allenatore di pallacanestro statunitense, professionista nella NBA e in Italia.

## Carriera

### Allenatore
Dopo la parentesi italiana, Cooper tornò ai Los Angeles Lakers, stavolta dietro una scrivania, come assistente del general manager Jerry West. Nel 1994, Magic Johnson lo volle come assistente allenatore durante la sua breve esperienza in panchina e, successivamente, venne riconfermato da Del Harris.
Nel 1999 si trasferì nella WNBA, pur rimanendo a Los Angeles: prima vice e poi capo allenatore delle Sparks. Fu l'inizio di un periodo pieno di soddisfazioni che vide la franchigia vincere due titoli consecutivi, nel 2001 e nel 2002, e Cooper vincere il riconoscimento di allenatore dell'anno nel 2000.
Nel 2004 il ritorno su una panchina NBA, a Denver, chiamato come assistente da Jeff Bzdelik. Dopo 28 partite Bzdelik venne licenziato e Cooper diventò capo allenatore ad interim fino all'arrivo di George Karl, quando venne dirottato ad un lavoro da scout.
La stagione successiva divenne allenatore degli Albuquerque Thunderbirds della NBDL, che riuscì a portare al titolo nel 2006.
Nel 2007 il ritorno sulla panchina delle Los Angeles Sparks.

## Statistiche
| † | Denota una stagione in cui ha vinto il titolo NBA |
| * | Primo nella lega                                  |

### College
| Anno      | Squadra          | PG | PT | MP   | TC%  | 3P% | TL%  | RP  | AP  | PRP | SP  | PP   |
| --------- | ---------------- | -- | -- | ---- | ---- | --- | ---- | --- | --- | --- | --- | ---- |
| 1976-1977 | New Mexico Lobos | 30 | -  | 31,9 | 51,4 | -   | 80,0 | 5,0 | 3,4 | -   | -   | 15,1 |
| 1977-1978 | New Mexico Lobos | 28 | 28 | 29,6 | 48,8 | -   | 65,8 | 5,6 | 4,2 | 1,9 | 0,6 | 16,1 |
| Carriera  | Carriera         | 58 | 28 | 30,8 | 50,0 | -   | 73,7 | 5,3 | 3,8 | 1,9 | 0,6 | 15,6 |

### NBA

#### Regular Season
| Anno       | Squadra     | PG  | PT | MP   | TC%  | 3P%  | TL%  | RP  | AP  | PRP | SP  | PP   |
| ---------- | ----------- | --- | -- | ---- | ---- | ---- | ---- | --- | --- | --- | --- | ---- |
| 1978-1979  | L.A. Lakers | 3   | -  | 2,3  | 50,0 | -    | -    | 0,0 | 0,0 | 0,3 | 0,0 | 2,0  |
| 1979-1980† | L.A. Lakers | 82  | -  | 24,1 | 52,4 | 25,0 | 77,6 | 2,8 | 2,7 | 1,0 | 0,5 | 8,8  |
| 1980-1981  | L.A. Lakers | 81  | -  | 32,4 | 49,1 | 21,1 | 78,5 | 4,1 | 4,1 | 1,6 | 1,0 | 9,4  |
| 1981-1982† | L.A. Lakers | 76  | 14 | 28,9 | 51,7 | 11,8 | 81,3 | 3,5 | 3,0 | 1,6 | 0,8 | 11,9 |
| 1982-1983  | L.A. Lakers | 82  | 3  | 26,2 | 53,5 | 23,8 | 78,5 | 3,3 | 3,8 | 1,4 | 0,6 | 7,8  |
| 1983-1984  | L.A. Lakers | 82* | 9  | 29,1 | 49,7 | 31,4 | 83,8 | 3,2 | 5,9 | 1,4 | 0,8 | 9,0  |
| 1984-1985† | L.A. Lakers | 82* | 20 | 26,7 | 46,5 | 28,5 | 86,5 | 3,1 | 5,2 | 1,1 | 0,6 | 8,6  |
| 1985-1986  | L.A. Lakers | 82  | 15 | 27,7 | 45,2 | 38,7 | 86,5 | 3,0 | 5,7 | 1,1 | 0,5 | 9,2  |
| 1986-1987† | L.A. Lakers | 82* | 2  | 27,5 | 43,8 | 38,5 | 85,1 | 3,1 | 4,5 | 1,0 | 0,5 | 10,5 |
| 1987-1988† | L.A. Lakers | 61  | 8  | 29,4 | 39,2 | 32,0 | 85,8 | 3,7 | 4,7 | 1,1 | 0,4 | 8,7  |
| 1988-1989  | L.A. Lakers | 80  | 13 | 24,3 | 43,1 | 38,1 | 87,1 | 2,4 | 3,9 | 0,9 | 0,4 | 7,3  |
| 1989-1990  | L.A. Lakers | 80  | 10 | 23,1 | 38,7 | 31,8 | 88,3 | 2,8 | 2,7 | 0,8 | 0,5 | 6,4  |
| Carriera   | Carriera    | 873 | 94 | 27,1 | 46,9 | -    | 83,3 | 3,2 | 4,2 | 1,2 | 0,6 | 8,9  |

#### Playoffs
| Anno     | Squadra     | PG  | PT | MP   | TC%  | 3P%   | TL%  | RP  | AP  | PRP | SP  | PP   |
| -------- | ----------- | --- | -- | ---- | ---- | ----- | ---- | --- | --- | --- | --- | ---- |
| 1980†    | L.A. Lakers | 16  | -  | 29,0 | 40,7 | 0,0   | 86,1 | 3,7 | 3,6 | 1,5 | 0,7 | 9,1  |
| 1981     | L.A. Lakers | 3   | -  | 34,0 | 55,0 | 0,0   | 71,4 | 3,3 | 2,3 | 2,0 | 0,0 | 10,7 |
| 1982†    | L.A. Lakers | 14  | -  | 27,4 | 56,5 | 50,0  | 73,5 | 4,4 | 4,4 | 1,7 | 0,8 | 11,9 |
| 1983     | L.A. Lakers | 15* | -  | 30,2 | 46,5 | 14,3  | 82,9 | 3,9 | 2,9 | 1,7 | 0,4 | 9,4  |
| 1984     | L.A. Lakers | 21  | -  | 34,4 | 46,1 | 33,3  | 80,6 | 3,9 | 5,7 | 1,1 | 1,0 | 11,3 |
| 1985†    | L.A. Lakers | 19  | 0  | 26,4 | 56,3 | 30,8  | 92,3 | 4,0 | 4,9 | 1,1 | 0,5 | 10,4 |
| 1986     | L.A. Lakers | 14  | 0  | 30,1 | 47,0 | 46,3  | 81,8 | 3,3 | 4,9 | 1,3 | 0,3 | 9,7  |
| 1987†    | L.A. Lakers | 18  | 0  | 29,0 | 48,4 | 48,6* | 85,2 | 3,3 | 5,0 | 1,4 | 0,8 | 13,0 |
| 1988†    | L.A. Lakers | 24* | 0  | 24,5 | 41,2 | 40,3  | 74,1 | 2,4 | 2,8 | 0,8 | 0,4 | 6,4  |
| 1989     | L.A. Lakers | 15  | 4  | 27,6 | 41,6 | 38,2  | 83,3 | 2,7 | 4,7 | 0,6 | 0,5 | 7,7  |
| 1990     | L.A. Lakers | 9   | 0  | 19,2 | 28,6 | 25,0  | -    | 2,7 | 2,8 | 0,8 | 0,4 | 2,6  |
| Carriera | Carriera    | 168 | 4  | 28,2 | 46,8 | 39,2  | 82,5 | 3,4 | 4,2 | 1,2 | 0,6 | 9,4  |

## Palmarès

### Giocatore
- Campionato NBA: 5

Los Angeles Lakers: 1980, 1982, 1985, 1987, 1988
- NBA Defensive Player of the Year (1987)
- Squadre All-Defensive: 8

First Team:1982, 1984, 1985, 1987, 1988
Second Team: 1981, 1983, 1986

### Allenatore
- 2 volte campione WNBA (2001, 2002)
- WNBA Coach of the Year (2000)
- Campione NBDL (2006)